# Henry Alfred Hosking
Pour les articles homonymes, voir Hosking.
Henry Alfred Hosking (6 août 1908-3 juin 1957) est un homme politique canadien de l'Ontario. Il est député fédéral libéral de la circonscription ontarienne de Wellington-Sud de 1949 à 1957.

## Biographie
Né à Bellows Falls dans le Vermont, Hosking immigre avec sa famille à Rockwood (en) en Ontario peu après sa naissance,. Étudiant au Guelph Collegiate Vocational Institute (en) et après à l'université Queen's, d'où il gradue avec un Bachelor of Science en 1933. Il travaille ensuite comme ingénieur mécanique et président de la Hosking Motors.
Durant la Seconde Guerre mondiale, il travaille pour l'Armée canadienne dans le groupe du Génie militaire canadien. De 1948 à 1949, il siège au conseil municipal de Guelph.
Élu dans Wellington-Sud en 1949, il est réélu en 1953.
En avril 1957, Hosking tombe malade alors qu'il est en route vers Ottawa. Débarquant du train à Oshawa, il est conduit à l'Hôpital Wellesley (en) de Toronto où il est opéré. Plus tard en mai, il entre à l'Hôpital St. Joseph's de Guelph avec les symptômes d'une pancréatite. Hosking meurt le 3 juin 1957, soit une semaine avant l'élection de juin 1957. Puisque Hosking se représentait, le vote dans Wellington-Sud est alors repoussé au 15 juillet,.